# Crema bruciata
La crema bruciata són unes postres dolces típics sardes. Es venen sobretot a l'Alguer, al nord-oest de Sardenya. Es fan a base de pasta fullada i flam, es cobreixen de sucre i es flamegen posant-hi una planxa calenta.
El dolç s'assembla al pastel de nata portuguès i a la crème brûlée francesa. També està vinculada a la crema catalana pel lligam històric de l'Alguer amb la cultura de Catalunya.